# Таганай
Таганай или Голям Таганай (на руски: Таганай, Большой Таганай) е планински хребет в централната част на Южен Урал, северно от град Златоуст, в западната част на Челябинска област в Русия.
Простира се от север на юг на протежение от 25 km. Максимална височина връх Круглица 1177 m (55°18′58″ с. ш. 59°50′31″ и. д. / 55.316111° с. ш. 59.841944° и. д.). Изграден е от кристалинни шисти и кварцити. Склоновете му са обрасли с борови гори с примеси от смърч и бреза. По върховете му има остатъчни скалисти зъбери с причудливи форми и обширни каменисти пространства. Целият хребет попада в „Национален парк Таганай“.

## Топографска карта
- Топографска карта N-40-Б; М 1:500 000[2]